# Пострелята
Постреля́та (Наша банда) (англ. Our Gang, The Little Rascals) — сборник комедийных короткометражек, выходивших на экраны с 1922 по 1944 год. Режиссёры — Гордон Дуглас, Гас Мэйнс, Джеймс Пэрротт, Джордж Сидни и др. В главных ролях — Джорж «Спанки» МакФэрланд, Билли «Гречка» Томас, Карл «Люцерна» Свитцер, Скотти Беккет.

## Сюжет, история
Короткометражки «Пострелята» выходили в США с 1922 по 1944 год. Всего 220 серий. В каждой — отдельный забавный случай из жизни весёлых непоседливых малышей. В 1931 году семеро пострелят и их щенок Пит снялись камео в благотворительной короткометражной комедии «Украденные драгоценности». Все фильмы в оригинале — чёрно-белые.

### Сюжет одной из серий
Мальчики организовали свой клуб юных мужчин-женоненавистников. Любой из мальчишек, кто встречается с девочкой, в их глазах становится преступником, предателем и негодяем. Они очень сурово обошлись с одним из членов своего клуба только за то, что тот ходил к девочке на свидания. Девочки, в свою очередь, так же ничего хорошего в мальчиках найти не могут и предают их своему суровому осуждению.

### Восстановление в цвете
В 2006 году «Legend films» выпустила три DVD по пять фильмов на каждом. Все короткометражки были восстановлены в цвете. Это фильмы с 1932 по 1937 гг..

## Фильмография

### 1922
- Наша банда (1-я серия)

### 1928
- Игра в привидение (70-я серия)

### 1930
- Страсти вокруг Шекспира (95-я серия)
- Первые 7 лет (96-я серия)
- Суровая зима (99-я серия)
- Любимая учительница (101-я серия)
- Помощники бабушки (103-я серия)
- Маленький папа (105-я серия)

### 1931
- Лети, мой воздушный змей! (107-я серия)

### 1932
- Бесплатная еда (112-я серия)

## В ролях
- Уолли Элбрайт — Уолли
- Шервуд Бэйли — Шервуд
- Бобби Берд — Коттон
- Карлина Берд — Коттон
- Мэттью Берд — Геркулес
- Скотти Беккетт — Скотти, Гарри Бернард
- Джорджи Биллингс — Дарби
- Томми Бонд — Томми — Батч
- Элвин Баклью — Элвин
- Норман Чэйни — Чабби
- Джо Кобб — Джо
- Джон Коллам — Угу
- Джеки Купер — Джеки
- Микки Дэниелс — Микки
- Джин Дарлинг — Джин
- Дороти Деборба — Дороти
- Дикки де Нуэ — Дикки
- Рекс Даунинг — Рекс
- Марианна Эдвардс — Марианна
- Отто Фриз, Дональд Хэйнс — Спек, Чарли Холл
- Дарла Худ — Куки — Дарла
- Аллен Хоскинс — Фарина
- Бобби Хатчинс — Уизер
- Дикки Джексон — Дикки
- Мэри Энн Джексон — Мэри Энн
- Дарвуд Кей — Вальдо
- Юджин Ли — Порки
- Джун Марлоу — мисс Крэбтри, школьная учительница (в 6 короткометражках)
- Кендалл Маккомас — Бризи Брисбейн
- Джордж Макфарланд — Спэнки
- Карл Суитцер — Альфальфа
- Уилли Мэй Тейлор — Бакуит
- Билли Томас — Билли
- Марвин Трин — Бабблз[4].
- Маргарет Керри — Пегги
- Лэсси Лу Ахерн

## Ремейк
В 1994 году вышел ремейк фильма, известный в российском прокате как «Маленькие негодяи». Режиссёр — Пенелопа Сфирис. Сценарий — Пенелопа Сфирис, Роберт Уолтерсторфф, Майк Скотт. Продолжительность 82 мин.. Премьера фильма состоялась 5 августа 1994 года. Только в США фильм собрал $52 125 282. Всего сборы по миру составили $67 308 282.